# Preussiskt parti
Den här artikeln använder algebraisk schacknotation för att beskriva schackdragen.
Preussiskt parti, även kallat tvåspringarspel i efterhand eller bara tvåspringarspel, är en schacköppning som karaktäriseras av dragen:
1. e4 e5
2. Sf3 Sc6
3. Lc4 Sf6
3...Sf6 är ett mer aggressivt motangrepp än 3...Lc5 (italienskt parti) och kan leda till komplicerat spel. Öppningen hade sin storhetstid på 1800-talet och är numera mindre vanlig på elitnivå.
De äldsta analyserna av öppningen är av italienaren Giulio Cesare Polerio från 1500-talet. Under första halvan av 1800-talet analyserades den av tyska mästare, framför allt Paul Rudolph von Bilguer, vilket gett öppningen dess namn.

## Varianter
|   | a | b | c | d | e | f | g | h |   |
| 8 | a8 svart torn · c8 svart löpare · d8 svart drottning · e8 svart kung · f8 svart löpare · h8 svart torn · a7 svart bonde · b7 svart bonde · c7 svart bonde · f7 svart bonde · g7 svart bonde · h7 svart bonde · c6 svart springare · f6 svart springare · d5 vit bonde · e5 svart bonde · g5 vit springare · c4 vit löpare · a2 vit bonde · b2 vit bonde · c2 vit bonde · d2 vit bonde · f2 vit bonde · g2 vit bonde · h2 vit bonde · a1 vit torn · b1 vit springare · c1 vit löpare · d1 vit drottning · e1 vit kung · h1 vit torn | a8 svart torn · c8 svart löpare · d8 svart drottning · e8 svart kung · f8 svart löpare · h8 svart torn · a7 svart bonde · b7 svart bonde · c7 svart bonde · f7 svart bonde · g7 svart bonde · h7 svart bonde · c6 svart springare · f6 svart springare · d5 vit bonde · e5 svart bonde · g5 vit springare · c4 vit löpare · a2 vit bonde · b2 vit bonde · c2 vit bonde · d2 vit bonde · f2 vit bonde · g2 vit bonde · h2 vit bonde · a1 vit torn · b1 vit springare · c1 vit löpare · d1 vit drottning · e1 vit kung · h1 vit torn | a8 svart torn · c8 svart löpare · d8 svart drottning · e8 svart kung · f8 svart löpare · h8 svart torn · a7 svart bonde · b7 svart bonde · c7 svart bonde · f7 svart bonde · g7 svart bonde · h7 svart bonde · c6 svart springare · f6 svart springare · d5 vit bonde · e5 svart bonde · g5 vit springare · c4 vit löpare · a2 vit bonde · b2 vit bonde · c2 vit bonde · d2 vit bonde · f2 vit bonde · g2 vit bonde · h2 vit bonde · a1 vit torn · b1 vit springare · c1 vit löpare · d1 vit drottning · e1 vit kung · h1 vit torn | a8 svart torn · c8 svart löpare · d8 svart drottning · e8 svart kung · f8 svart löpare · h8 svart torn · a7 svart bonde · b7 svart bonde · c7 svart bonde · f7 svart bonde · g7 svart bonde · h7 svart bonde · c6 svart springare · f6 svart springare · d5 vit bonde · e5 svart bonde · g5 vit springare · c4 vit löpare · a2 vit bonde · b2 vit bonde · c2 vit bonde · d2 vit bonde · f2 vit bonde · g2 vit bonde · h2 vit bonde · a1 vit torn · b1 vit springare · c1 vit löpare · d1 vit drottning · e1 vit kung · h1 vit torn | a8 svart torn · c8 svart löpare · d8 svart drottning · e8 svart kung · f8 svart löpare · h8 svart torn · a7 svart bonde · b7 svart bonde · c7 svart bonde · f7 svart bonde · g7 svart bonde · h7 svart bonde · c6 svart springare · f6 svart springare · d5 vit bonde · e5 svart bonde · g5 vit springare · c4 vit löpare · a2 vit bonde · b2 vit bonde · c2 vit bonde · d2 vit bonde · f2 vit bonde · g2 vit bonde · h2 vit bonde · a1 vit torn · b1 vit springare · c1 vit löpare · d1 vit drottning · e1 vit kung · h1 vit torn | a8 svart torn · c8 svart löpare · d8 svart drottning · e8 svart kung · f8 svart löpare · h8 svart torn · a7 svart bonde · b7 svart bonde · c7 svart bonde · f7 svart bonde · g7 svart bonde · h7 svart bonde · c6 svart springare · f6 svart springare · d5 vit bonde · e5 svart bonde · g5 vit springare · c4 vit löpare · a2 vit bonde · b2 vit bonde · c2 vit bonde · d2 vit bonde · f2 vit bonde · g2 vit bonde · h2 vit bonde · a1 vit torn · b1 vit springare · c1 vit löpare · d1 vit drottning · e1 vit kung · h1 vit torn | a8 svart torn · c8 svart löpare · d8 svart drottning · e8 svart kung · f8 svart löpare · h8 svart torn · a7 svart bonde · b7 svart bonde · c7 svart bonde · f7 svart bonde · g7 svart bonde · h7 svart bonde · c6 svart springare · f6 svart springare · d5 vit bonde · e5 svart bonde · g5 vit springare · c4 vit löpare · a2 vit bonde · b2 vit bonde · c2 vit bonde · d2 vit bonde · f2 vit bonde · g2 vit bonde · h2 vit bonde · a1 vit torn · b1 vit springare · c1 vit löpare · d1 vit drottning · e1 vit kung · h1 vit torn | a8 svart torn · c8 svart löpare · d8 svart drottning · e8 svart kung · f8 svart löpare · h8 svart torn · a7 svart bonde · b7 svart bonde · c7 svart bonde · f7 svart bonde · g7 svart bonde · h7 svart bonde · c6 svart springare · f6 svart springare · d5 vit bonde · e5 svart bonde · g5 vit springare · c4 vit löpare · a2 vit bonde · b2 vit bonde · c2 vit bonde · d2 vit bonde · f2 vit bonde · g2 vit bonde · h2 vit bonde · a1 vit torn · b1 vit springare · c1 vit löpare · d1 vit drottning · e1 vit kung · h1 vit torn | 8 |
| 7 | a8 svart torn · c8 svart löpare · d8 svart drottning · e8 svart kung · f8 svart löpare · h8 svart torn · a7 svart bonde · b7 svart bonde · c7 svart bonde · f7 svart bonde · g7 svart bonde · h7 svart bonde · c6 svart springare · f6 svart springare · d5 vit bonde · e5 svart bonde · g5 vit springare · c4 vit löpare · a2 vit bonde · b2 vit bonde · c2 vit bonde · d2 vit bonde · f2 vit bonde · g2 vit bonde · h2 vit bonde · a1 vit torn · b1 vit springare · c1 vit löpare · d1 vit drottning · e1 vit kung · h1 vit torn | a8 svart torn · c8 svart löpare · d8 svart drottning · e8 svart kung · f8 svart löpare · h8 svart torn · a7 svart bonde · b7 svart bonde · c7 svart bonde · f7 svart bonde · g7 svart bonde · h7 svart bonde · c6 svart springare · f6 svart springare · d5 vit bonde · e5 svart bonde · g5 vit springare · c4 vit löpare · a2 vit bonde · b2 vit bonde · c2 vit bonde · d2 vit bonde · f2 vit bonde · g2 vit bonde · h2 vit bonde · a1 vit torn · b1 vit springare · c1 vit löpare · d1 vit drottning · e1 vit kung · h1 vit torn | a8 svart torn · c8 svart löpare · d8 svart drottning · e8 svart kung · f8 svart löpare · h8 svart torn · a7 svart bonde · b7 svart bonde · c7 svart bonde · f7 svart bonde · g7 svart bonde · h7 svart bonde · c6 svart springare · f6 svart springare · d5 vit bonde · e5 svart bonde · g5 vit springare · c4 vit löpare · a2 vit bonde · b2 vit bonde · c2 vit bonde · d2 vit bonde · f2 vit bonde · g2 vit bonde · h2 vit bonde · a1 vit torn · b1 vit springare · c1 vit löpare · d1 vit drottning · e1 vit kung · h1 vit torn | a8 svart torn · c8 svart löpare · d8 svart drottning · e8 svart kung · f8 svart löpare · h8 svart torn · a7 svart bonde · b7 svart bonde · c7 svart bonde · f7 svart bonde · g7 svart bonde · h7 svart bonde · c6 svart springare · f6 svart springare · d5 vit bonde · e5 svart bonde · g5 vit springare · c4 vit löpare · a2 vit bonde · b2 vit bonde · c2 vit bonde · d2 vit bonde · f2 vit bonde · g2 vit bonde · h2 vit bonde · a1 vit torn · b1 vit springare · c1 vit löpare · d1 vit drottning · e1 vit kung · h1 vit torn | a8 svart torn · c8 svart löpare · d8 svart drottning · e8 svart kung · f8 svart löpare · h8 svart torn · a7 svart bonde · b7 svart bonde · c7 svart bonde · f7 svart bonde · g7 svart bonde · h7 svart bonde · c6 svart springare · f6 svart springare · d5 vit bonde · e5 svart bonde · g5 vit springare · c4 vit löpare · a2 vit bonde · b2 vit bonde · c2 vit bonde · d2 vit bonde · f2 vit bonde · g2 vit bonde · h2 vit bonde · a1 vit torn · b1 vit springare · c1 vit löpare · d1 vit drottning · e1 vit kung · h1 vit torn | a8 svart torn · c8 svart löpare · d8 svart drottning · e8 svart kung · f8 svart löpare · h8 svart torn · a7 svart bonde · b7 svart bonde · c7 svart bonde · f7 svart bonde · g7 svart bonde · h7 svart bonde · c6 svart springare · f6 svart springare · d5 vit bonde · e5 svart bonde · g5 vit springare · c4 vit löpare · a2 vit bonde · b2 vit bonde · c2 vit bonde · d2 vit bonde · f2 vit bonde · g2 vit bonde · h2 vit bonde · a1 vit torn · b1 vit springare · c1 vit löpare · d1 vit drottning · e1 vit kung · h1 vit torn | a8 svart torn · c8 svart löpare · d8 svart drottning · e8 svart kung · f8 svart löpare · h8 svart torn · a7 svart bonde · b7 svart bonde · c7 svart bonde · f7 svart bonde · g7 svart bonde · h7 svart bonde · c6 svart springare · f6 svart springare · d5 vit bonde · e5 svart bonde · g5 vit springare · c4 vit löpare · a2 vit bonde · b2 vit bonde · c2 vit bonde · d2 vit bonde · f2 vit bonde · g2 vit bonde · h2 vit bonde · a1 vit torn · b1 vit springare · c1 vit löpare · d1 vit drottning · e1 vit kung · h1 vit torn | a8 svart torn · c8 svart löpare · d8 svart drottning · e8 svart kung · f8 svart löpare · h8 svart torn · a7 svart bonde · b7 svart bonde · c7 svart bonde · f7 svart bonde · g7 svart bonde · h7 svart bonde · c6 svart springare · f6 svart springare · d5 vit bonde · e5 svart bonde · g5 vit springare · c4 vit löpare · a2 vit bonde · b2 vit bonde · c2 vit bonde · d2 vit bonde · f2 vit bonde · g2 vit bonde · h2 vit bonde · a1 vit torn · b1 vit springare · c1 vit löpare · d1 vit drottning · e1 vit kung · h1 vit torn | 7 |
| 6 | a8 svart torn · c8 svart löpare · d8 svart drottning · e8 svart kung · f8 svart löpare · h8 svart torn · a7 svart bonde · b7 svart bonde · c7 svart bonde · f7 svart bonde · g7 svart bonde · h7 svart bonde · c6 svart springare · f6 svart springare · d5 vit bonde · e5 svart bonde · g5 vit springare · c4 vit löpare · a2 vit bonde · b2 vit bonde · c2 vit bonde · d2 vit bonde · f2 vit bonde · g2 vit bonde · h2 vit bonde · a1 vit torn · b1 vit springare · c1 vit löpare · d1 vit drottning · e1 vit kung · h1 vit torn | a8 svart torn · c8 svart löpare · d8 svart drottning · e8 svart kung · f8 svart löpare · h8 svart torn · a7 svart bonde · b7 svart bonde · c7 svart bonde · f7 svart bonde · g7 svart bonde · h7 svart bonde · c6 svart springare · f6 svart springare · d5 vit bonde · e5 svart bonde · g5 vit springare · c4 vit löpare · a2 vit bonde · b2 vit bonde · c2 vit bonde · d2 vit bonde · f2 vit bonde · g2 vit bonde · h2 vit bonde · a1 vit torn · b1 vit springare · c1 vit löpare · d1 vit drottning · e1 vit kung · h1 vit torn | a8 svart torn · c8 svart löpare · d8 svart drottning · e8 svart kung · f8 svart löpare · h8 svart torn · a7 svart bonde · b7 svart bonde · c7 svart bonde · f7 svart bonde · g7 svart bonde · h7 svart bonde · c6 svart springare · f6 svart springare · d5 vit bonde · e5 svart bonde · g5 vit springare · c4 vit löpare · a2 vit bonde · b2 vit bonde · c2 vit bonde · d2 vit bonde · f2 vit bonde · g2 vit bonde · h2 vit bonde · a1 vit torn · b1 vit springare · c1 vit löpare · d1 vit drottning · e1 vit kung · h1 vit torn | a8 svart torn · c8 svart löpare · d8 svart drottning · e8 svart kung · f8 svart löpare · h8 svart torn · a7 svart bonde · b7 svart bonde · c7 svart bonde · f7 svart bonde · g7 svart bonde · h7 svart bonde · c6 svart springare · f6 svart springare · d5 vit bonde · e5 svart bonde · g5 vit springare · c4 vit löpare · a2 vit bonde · b2 vit bonde · c2 vit bonde · d2 vit bonde · f2 vit bonde · g2 vit bonde · h2 vit bonde · a1 vit torn · b1 vit springare · c1 vit löpare · d1 vit drottning · e1 vit kung · h1 vit torn | a8 svart torn · c8 svart löpare · d8 svart drottning · e8 svart kung · f8 svart löpare · h8 svart torn · a7 svart bonde · b7 svart bonde · c7 svart bonde · f7 svart bonde · g7 svart bonde · h7 svart bonde · c6 svart springare · f6 svart springare · d5 vit bonde · e5 svart bonde · g5 vit springare · c4 vit löpare · a2 vit bonde · b2 vit bonde · c2 vit bonde · d2 vit bonde · f2 vit bonde · g2 vit bonde · h2 vit bonde · a1 vit torn · b1 vit springare · c1 vit löpare · d1 vit drottning · e1 vit kung · h1 vit torn | a8 svart torn · c8 svart löpare · d8 svart drottning · e8 svart kung · f8 svart löpare · h8 svart torn · a7 svart bonde · b7 svart bonde · c7 svart bonde · f7 svart bonde · g7 svart bonde · h7 svart bonde · c6 svart springare · f6 svart springare · d5 vit bonde · e5 svart bonde · g5 vit springare · c4 vit löpare · a2 vit bonde · b2 vit bonde · c2 vit bonde · d2 vit bonde · f2 vit bonde · g2 vit bonde · h2 vit bonde · a1 vit torn · b1 vit springare · c1 vit löpare · d1 vit drottning · e1 vit kung · h1 vit torn | a8 svart torn · c8 svart löpare · d8 svart drottning · e8 svart kung · f8 svart löpare · h8 svart torn · a7 svart bonde · b7 svart bonde · c7 svart bonde · f7 svart bonde · g7 svart bonde · h7 svart bonde · c6 svart springare · f6 svart springare · d5 vit bonde · e5 svart bonde · g5 vit springare · c4 vit löpare · a2 vit bonde · b2 vit bonde · c2 vit bonde · d2 vit bonde · f2 vit bonde · g2 vit bonde · h2 vit bonde · a1 vit torn · b1 vit springare · c1 vit löpare · d1 vit drottning · e1 vit kung · h1 vit torn | a8 svart torn · c8 svart löpare · d8 svart drottning · e8 svart kung · f8 svart löpare · h8 svart torn · a7 svart bonde · b7 svart bonde · c7 svart bonde · f7 svart bonde · g7 svart bonde · h7 svart bonde · c6 svart springare · f6 svart springare · d5 vit bonde · e5 svart bonde · g5 vit springare · c4 vit löpare · a2 vit bonde · b2 vit bonde · c2 vit bonde · d2 vit bonde · f2 vit bonde · g2 vit bonde · h2 vit bonde · a1 vit torn · b1 vit springare · c1 vit löpare · d1 vit drottning · e1 vit kung · h1 vit torn | 6 |
| 5 | a8 svart torn · c8 svart löpare · d8 svart drottning · e8 svart kung · f8 svart löpare · h8 svart torn · a7 svart bonde · b7 svart bonde · c7 svart bonde · f7 svart bonde · g7 svart bonde · h7 svart bonde · c6 svart springare · f6 svart springare · d5 vit bonde · e5 svart bonde · g5 vit springare · c4 vit löpare · a2 vit bonde · b2 vit bonde · c2 vit bonde · d2 vit bonde · f2 vit bonde · g2 vit bonde · h2 vit bonde · a1 vit torn · b1 vit springare · c1 vit löpare · d1 vit drottning · e1 vit kung · h1 vit torn | a8 svart torn · c8 svart löpare · d8 svart drottning · e8 svart kung · f8 svart löpare · h8 svart torn · a7 svart bonde · b7 svart bonde · c7 svart bonde · f7 svart bonde · g7 svart bonde · h7 svart bonde · c6 svart springare · f6 svart springare · d5 vit bonde · e5 svart bonde · g5 vit springare · c4 vit löpare · a2 vit bonde · b2 vit bonde · c2 vit bonde · d2 vit bonde · f2 vit bonde · g2 vit bonde · h2 vit bonde · a1 vit torn · b1 vit springare · c1 vit löpare · d1 vit drottning · e1 vit kung · h1 vit torn | a8 svart torn · c8 svart löpare · d8 svart drottning · e8 svart kung · f8 svart löpare · h8 svart torn · a7 svart bonde · b7 svart bonde · c7 svart bonde · f7 svart bonde · g7 svart bonde · h7 svart bonde · c6 svart springare · f6 svart springare · d5 vit bonde · e5 svart bonde · g5 vit springare · c4 vit löpare · a2 vit bonde · b2 vit bonde · c2 vit bonde · d2 vit bonde · f2 vit bonde · g2 vit bonde · h2 vit bonde · a1 vit torn · b1 vit springare · c1 vit löpare · d1 vit drottning · e1 vit kung · h1 vit torn | a8 svart torn · c8 svart löpare · d8 svart drottning · e8 svart kung · f8 svart löpare · h8 svart torn · a7 svart bonde · b7 svart bonde · c7 svart bonde · f7 svart bonde · g7 svart bonde · h7 svart bonde · c6 svart springare · f6 svart springare · d5 vit bonde · e5 svart bonde · g5 vit springare · c4 vit löpare · a2 vit bonde · b2 vit bonde · c2 vit bonde · d2 vit bonde · f2 vit bonde · g2 vit bonde · h2 vit bonde · a1 vit torn · b1 vit springare · c1 vit löpare · d1 vit drottning · e1 vit kung · h1 vit torn | a8 svart torn · c8 svart löpare · d8 svart drottning · e8 svart kung · f8 svart löpare · h8 svart torn · a7 svart bonde · b7 svart bonde · c7 svart bonde · f7 svart bonde · g7 svart bonde · h7 svart bonde · c6 svart springare · f6 svart springare · d5 vit bonde · e5 svart bonde · g5 vit springare · c4 vit löpare · a2 vit bonde · b2 vit bonde · c2 vit bonde · d2 vit bonde · f2 vit bonde · g2 vit bonde · h2 vit bonde · a1 vit torn · b1 vit springare · c1 vit löpare · d1 vit drottning · e1 vit kung · h1 vit torn | a8 svart torn · c8 svart löpare · d8 svart drottning · e8 svart kung · f8 svart löpare · h8 svart torn · a7 svart bonde · b7 svart bonde · c7 svart bonde · f7 svart bonde · g7 svart bonde · h7 svart bonde · c6 svart springare · f6 svart springare · d5 vit bonde · e5 svart bonde · g5 vit springare · c4 vit löpare · a2 vit bonde · b2 vit bonde · c2 vit bonde · d2 vit bonde · f2 vit bonde · g2 vit bonde · h2 vit bonde · a1 vit torn · b1 vit springare · c1 vit löpare · d1 vit drottning · e1 vit kung · h1 vit torn | a8 svart torn · c8 svart löpare · d8 svart drottning · e8 svart kung · f8 svart löpare · h8 svart torn · a7 svart bonde · b7 svart bonde · c7 svart bonde · f7 svart bonde · g7 svart bonde · h7 svart bonde · c6 svart springare · f6 svart springare · d5 vit bonde · e5 svart bonde · g5 vit springare · c4 vit löpare · a2 vit bonde · b2 vit bonde · c2 vit bonde · d2 vit bonde · f2 vit bonde · g2 vit bonde · h2 vit bonde · a1 vit torn · b1 vit springare · c1 vit löpare · d1 vit drottning · e1 vit kung · h1 vit torn | a8 svart torn · c8 svart löpare · d8 svart drottning · e8 svart kung · f8 svart löpare · h8 svart torn · a7 svart bonde · b7 svart bonde · c7 svart bonde · f7 svart bonde · g7 svart bonde · h7 svart bonde · c6 svart springare · f6 svart springare · d5 vit bonde · e5 svart bonde · g5 vit springare · c4 vit löpare · a2 vit bonde · b2 vit bonde · c2 vit bonde · d2 vit bonde · f2 vit bonde · g2 vit bonde · h2 vit bonde · a1 vit torn · b1 vit springare · c1 vit löpare · d1 vit drottning · e1 vit kung · h1 vit torn | 5 |
| 4 | a8 svart torn · c8 svart löpare · d8 svart drottning · e8 svart kung · f8 svart löpare · h8 svart torn · a7 svart bonde · b7 svart bonde · c7 svart bonde · f7 svart bonde · g7 svart bonde · h7 svart bonde · c6 svart springare · f6 svart springare · d5 vit bonde · e5 svart bonde · g5 vit springare · c4 vit löpare · a2 vit bonde · b2 vit bonde · c2 vit bonde · d2 vit bonde · f2 vit bonde · g2 vit bonde · h2 vit bonde · a1 vit torn · b1 vit springare · c1 vit löpare · d1 vit drottning · e1 vit kung · h1 vit torn | a8 svart torn · c8 svart löpare · d8 svart drottning · e8 svart kung · f8 svart löpare · h8 svart torn · a7 svart bonde · b7 svart bonde · c7 svart bonde · f7 svart bonde · g7 svart bonde · h7 svart bonde · c6 svart springare · f6 svart springare · d5 vit bonde · e5 svart bonde · g5 vit springare · c4 vit löpare · a2 vit bonde · b2 vit bonde · c2 vit bonde · d2 vit bonde · f2 vit bonde · g2 vit bonde · h2 vit bonde · a1 vit torn · b1 vit springare · c1 vit löpare · d1 vit drottning · e1 vit kung · h1 vit torn | a8 svart torn · c8 svart löpare · d8 svart drottning · e8 svart kung · f8 svart löpare · h8 svart torn · a7 svart bonde · b7 svart bonde · c7 svart bonde · f7 svart bonde · g7 svart bonde · h7 svart bonde · c6 svart springare · f6 svart springare · d5 vit bonde · e5 svart bonde · g5 vit springare · c4 vit löpare · a2 vit bonde · b2 vit bonde · c2 vit bonde · d2 vit bonde · f2 vit bonde · g2 vit bonde · h2 vit bonde · a1 vit torn · b1 vit springare · c1 vit löpare · d1 vit drottning · e1 vit kung · h1 vit torn | a8 svart torn · c8 svart löpare · d8 svart drottning · e8 svart kung · f8 svart löpare · h8 svart torn · a7 svart bonde · b7 svart bonde · c7 svart bonde · f7 svart bonde · g7 svart bonde · h7 svart bonde · c6 svart springare · f6 svart springare · d5 vit bonde · e5 svart bonde · g5 vit springare · c4 vit löpare · a2 vit bonde · b2 vit bonde · c2 vit bonde · d2 vit bonde · f2 vit bonde · g2 vit bonde · h2 vit bonde · a1 vit torn · b1 vit springare · c1 vit löpare · d1 vit drottning · e1 vit kung · h1 vit torn | a8 svart torn · c8 svart löpare · d8 svart drottning · e8 svart kung · f8 svart löpare · h8 svart torn · a7 svart bonde · b7 svart bonde · c7 svart bonde · f7 svart bonde · g7 svart bonde · h7 svart bonde · c6 svart springare · f6 svart springare · d5 vit bonde · e5 svart bonde · g5 vit springare · c4 vit löpare · a2 vit bonde · b2 vit bonde · c2 vit bonde · d2 vit bonde · f2 vit bonde · g2 vit bonde · h2 vit bonde · a1 vit torn · b1 vit springare · c1 vit löpare · d1 vit drottning · e1 vit kung · h1 vit torn | a8 svart torn · c8 svart löpare · d8 svart drottning · e8 svart kung · f8 svart löpare · h8 svart torn · a7 svart bonde · b7 svart bonde · c7 svart bonde · f7 svart bonde · g7 svart bonde · h7 svart bonde · c6 svart springare · f6 svart springare · d5 vit bonde · e5 svart bonde · g5 vit springare · c4 vit löpare · a2 vit bonde · b2 vit bonde · c2 vit bonde · d2 vit bonde · f2 vit bonde · g2 vit bonde · h2 vit bonde · a1 vit torn · b1 vit springare · c1 vit löpare · d1 vit drottning · e1 vit kung · h1 vit torn | a8 svart torn · c8 svart löpare · d8 svart drottning · e8 svart kung · f8 svart löpare · h8 svart torn · a7 svart bonde · b7 svart bonde · c7 svart bonde · f7 svart bonde · g7 svart bonde · h7 svart bonde · c6 svart springare · f6 svart springare · d5 vit bonde · e5 svart bonde · g5 vit springare · c4 vit löpare · a2 vit bonde · b2 vit bonde · c2 vit bonde · d2 vit bonde · f2 vit bonde · g2 vit bonde · h2 vit bonde · a1 vit torn · b1 vit springare · c1 vit löpare · d1 vit drottning · e1 vit kung · h1 vit torn | a8 svart torn · c8 svart löpare · d8 svart drottning · e8 svart kung · f8 svart löpare · h8 svart torn · a7 svart bonde · b7 svart bonde · c7 svart bonde · f7 svart bonde · g7 svart bonde · h7 svart bonde · c6 svart springare · f6 svart springare · d5 vit bonde · e5 svart bonde · g5 vit springare · c4 vit löpare · a2 vit bonde · b2 vit bonde · c2 vit bonde · d2 vit bonde · f2 vit bonde · g2 vit bonde · h2 vit bonde · a1 vit torn · b1 vit springare · c1 vit löpare · d1 vit drottning · e1 vit kung · h1 vit torn | 4 |
| 3 | a8 svart torn · c8 svart löpare · d8 svart drottning · e8 svart kung · f8 svart löpare · h8 svart torn · a7 svart bonde · b7 svart bonde · c7 svart bonde · f7 svart bonde · g7 svart bonde · h7 svart bonde · c6 svart springare · f6 svart springare · d5 vit bonde · e5 svart bonde · g5 vit springare · c4 vit löpare · a2 vit bonde · b2 vit bonde · c2 vit bonde · d2 vit bonde · f2 vit bonde · g2 vit bonde · h2 vit bonde · a1 vit torn · b1 vit springare · c1 vit löpare · d1 vit drottning · e1 vit kung · h1 vit torn | a8 svart torn · c8 svart löpare · d8 svart drottning · e8 svart kung · f8 svart löpare · h8 svart torn · a7 svart bonde · b7 svart bonde · c7 svart bonde · f7 svart bonde · g7 svart bonde · h7 svart bonde · c6 svart springare · f6 svart springare · d5 vit bonde · e5 svart bonde · g5 vit springare · c4 vit löpare · a2 vit bonde · b2 vit bonde · c2 vit bonde · d2 vit bonde · f2 vit bonde · g2 vit bonde · h2 vit bonde · a1 vit torn · b1 vit springare · c1 vit löpare · d1 vit drottning · e1 vit kung · h1 vit torn | a8 svart torn · c8 svart löpare · d8 svart drottning · e8 svart kung · f8 svart löpare · h8 svart torn · a7 svart bonde · b7 svart bonde · c7 svart bonde · f7 svart bonde · g7 svart bonde · h7 svart bonde · c6 svart springare · f6 svart springare · d5 vit bonde · e5 svart bonde · g5 vit springare · c4 vit löpare · a2 vit bonde · b2 vit bonde · c2 vit bonde · d2 vit bonde · f2 vit bonde · g2 vit bonde · h2 vit bonde · a1 vit torn · b1 vit springare · c1 vit löpare · d1 vit drottning · e1 vit kung · h1 vit torn | a8 svart torn · c8 svart löpare · d8 svart drottning · e8 svart kung · f8 svart löpare · h8 svart torn · a7 svart bonde · b7 svart bonde · c7 svart bonde · f7 svart bonde · g7 svart bonde · h7 svart bonde · c6 svart springare · f6 svart springare · d5 vit bonde · e5 svart bonde · g5 vit springare · c4 vit löpare · a2 vit bonde · b2 vit bonde · c2 vit bonde · d2 vit bonde · f2 vit bonde · g2 vit bonde · h2 vit bonde · a1 vit torn · b1 vit springare · c1 vit löpare · d1 vit drottning · e1 vit kung · h1 vit torn | a8 svart torn · c8 svart löpare · d8 svart drottning · e8 svart kung · f8 svart löpare · h8 svart torn · a7 svart bonde · b7 svart bonde · c7 svart bonde · f7 svart bonde · g7 svart bonde · h7 svart bonde · c6 svart springare · f6 svart springare · d5 vit bonde · e5 svart bonde · g5 vit springare · c4 vit löpare · a2 vit bonde · b2 vit bonde · c2 vit bonde · d2 vit bonde · f2 vit bonde · g2 vit bonde · h2 vit bonde · a1 vit torn · b1 vit springare · c1 vit löpare · d1 vit drottning · e1 vit kung · h1 vit torn | a8 svart torn · c8 svart löpare · d8 svart drottning · e8 svart kung · f8 svart löpare · h8 svart torn · a7 svart bonde · b7 svart bonde · c7 svart bonde · f7 svart bonde · g7 svart bonde · h7 svart bonde · c6 svart springare · f6 svart springare · d5 vit bonde · e5 svart bonde · g5 vit springare · c4 vit löpare · a2 vit bonde · b2 vit bonde · c2 vit bonde · d2 vit bonde · f2 vit bonde · g2 vit bonde · h2 vit bonde · a1 vit torn · b1 vit springare · c1 vit löpare · d1 vit drottning · e1 vit kung · h1 vit torn | a8 svart torn · c8 svart löpare · d8 svart drottning · e8 svart kung · f8 svart löpare · h8 svart torn · a7 svart bonde · b7 svart bonde · c7 svart bonde · f7 svart bonde · g7 svart bonde · h7 svart bonde · c6 svart springare · f6 svart springare · d5 vit bonde · e5 svart bonde · g5 vit springare · c4 vit löpare · a2 vit bonde · b2 vit bonde · c2 vit bonde · d2 vit bonde · f2 vit bonde · g2 vit bonde · h2 vit bonde · a1 vit torn · b1 vit springare · c1 vit löpare · d1 vit drottning · e1 vit kung · h1 vit torn | a8 svart torn · c8 svart löpare · d8 svart drottning · e8 svart kung · f8 svart löpare · h8 svart torn · a7 svart bonde · b7 svart bonde · c7 svart bonde · f7 svart bonde · g7 svart bonde · h7 svart bonde · c6 svart springare · f6 svart springare · d5 vit bonde · e5 svart bonde · g5 vit springare · c4 vit löpare · a2 vit bonde · b2 vit bonde · c2 vit bonde · d2 vit bonde · f2 vit bonde · g2 vit bonde · h2 vit bonde · a1 vit torn · b1 vit springare · c1 vit löpare · d1 vit drottning · e1 vit kung · h1 vit torn | 3 |
| 2 | a8 svart torn · c8 svart löpare · d8 svart drottning · e8 svart kung · f8 svart löpare · h8 svart torn · a7 svart bonde · b7 svart bonde · c7 svart bonde · f7 svart bonde · g7 svart bonde · h7 svart bonde · c6 svart springare · f6 svart springare · d5 vit bonde · e5 svart bonde · g5 vit springare · c4 vit löpare · a2 vit bonde · b2 vit bonde · c2 vit bonde · d2 vit bonde · f2 vit bonde · g2 vit bonde · h2 vit bonde · a1 vit torn · b1 vit springare · c1 vit löpare · d1 vit drottning · e1 vit kung · h1 vit torn | a8 svart torn · c8 svart löpare · d8 svart drottning · e8 svart kung · f8 svart löpare · h8 svart torn · a7 svart bonde · b7 svart bonde · c7 svart bonde · f7 svart bonde · g7 svart bonde · h7 svart bonde · c6 svart springare · f6 svart springare · d5 vit bonde · e5 svart bonde · g5 vit springare · c4 vit löpare · a2 vit bonde · b2 vit bonde · c2 vit bonde · d2 vit bonde · f2 vit bonde · g2 vit bonde · h2 vit bonde · a1 vit torn · b1 vit springare · c1 vit löpare · d1 vit drottning · e1 vit kung · h1 vit torn | a8 svart torn · c8 svart löpare · d8 svart drottning · e8 svart kung · f8 svart löpare · h8 svart torn · a7 svart bonde · b7 svart bonde · c7 svart bonde · f7 svart bonde · g7 svart bonde · h7 svart bonde · c6 svart springare · f6 svart springare · d5 vit bonde · e5 svart bonde · g5 vit springare · c4 vit löpare · a2 vit bonde · b2 vit bonde · c2 vit bonde · d2 vit bonde · f2 vit bonde · g2 vit bonde · h2 vit bonde · a1 vit torn · b1 vit springare · c1 vit löpare · d1 vit drottning · e1 vit kung · h1 vit torn | a8 svart torn · c8 svart löpare · d8 svart drottning · e8 svart kung · f8 svart löpare · h8 svart torn · a7 svart bonde · b7 svart bonde · c7 svart bonde · f7 svart bonde · g7 svart bonde · h7 svart bonde · c6 svart springare · f6 svart springare · d5 vit bonde · e5 svart bonde · g5 vit springare · c4 vit löpare · a2 vit bonde · b2 vit bonde · c2 vit bonde · d2 vit bonde · f2 vit bonde · g2 vit bonde · h2 vit bonde · a1 vit torn · b1 vit springare · c1 vit löpare · d1 vit drottning · e1 vit kung · h1 vit torn | a8 svart torn · c8 svart löpare · d8 svart drottning · e8 svart kung · f8 svart löpare · h8 svart torn · a7 svart bonde · b7 svart bonde · c7 svart bonde · f7 svart bonde · g7 svart bonde · h7 svart bonde · c6 svart springare · f6 svart springare · d5 vit bonde · e5 svart bonde · g5 vit springare · c4 vit löpare · a2 vit bonde · b2 vit bonde · c2 vit bonde · d2 vit bonde · f2 vit bonde · g2 vit bonde · h2 vit bonde · a1 vit torn · b1 vit springare · c1 vit löpare · d1 vit drottning · e1 vit kung · h1 vit torn | a8 svart torn · c8 svart löpare · d8 svart drottning · e8 svart kung · f8 svart löpare · h8 svart torn · a7 svart bonde · b7 svart bonde · c7 svart bonde · f7 svart bonde · g7 svart bonde · h7 svart bonde · c6 svart springare · f6 svart springare · d5 vit bonde · e5 svart bonde · g5 vit springare · c4 vit löpare · a2 vit bonde · b2 vit bonde · c2 vit bonde · d2 vit bonde · f2 vit bonde · g2 vit bonde · h2 vit bonde · a1 vit torn · b1 vit springare · c1 vit löpare · d1 vit drottning · e1 vit kung · h1 vit torn | a8 svart torn · c8 svart löpare · d8 svart drottning · e8 svart kung · f8 svart löpare · h8 svart torn · a7 svart bonde · b7 svart bonde · c7 svart bonde · f7 svart bonde · g7 svart bonde · h7 svart bonde · c6 svart springare · f6 svart springare · d5 vit bonde · e5 svart bonde · g5 vit springare · c4 vit löpare · a2 vit bonde · b2 vit bonde · c2 vit bonde · d2 vit bonde · f2 vit bonde · g2 vit bonde · h2 vit bonde · a1 vit torn · b1 vit springare · c1 vit löpare · d1 vit drottning · e1 vit kung · h1 vit torn | a8 svart torn · c8 svart löpare · d8 svart drottning · e8 svart kung · f8 svart löpare · h8 svart torn · a7 svart bonde · b7 svart bonde · c7 svart bonde · f7 svart bonde · g7 svart bonde · h7 svart bonde · c6 svart springare · f6 svart springare · d5 vit bonde · e5 svart bonde · g5 vit springare · c4 vit löpare · a2 vit bonde · b2 vit bonde · c2 vit bonde · d2 vit bonde · f2 vit bonde · g2 vit bonde · h2 vit bonde · a1 vit torn · b1 vit springare · c1 vit löpare · d1 vit drottning · e1 vit kung · h1 vit torn | 2 |
| 1 | a8 svart torn · c8 svart löpare · d8 svart drottning · e8 svart kung · f8 svart löpare · h8 svart torn · a7 svart bonde · b7 svart bonde · c7 svart bonde · f7 svart bonde · g7 svart bonde · h7 svart bonde · c6 svart springare · f6 svart springare · d5 vit bonde · e5 svart bonde · g5 vit springare · c4 vit löpare · a2 vit bonde · b2 vit bonde · c2 vit bonde · d2 vit bonde · f2 vit bonde · g2 vit bonde · h2 vit bonde · a1 vit torn · b1 vit springare · c1 vit löpare · d1 vit drottning · e1 vit kung · h1 vit torn | a8 svart torn · c8 svart löpare · d8 svart drottning · e8 svart kung · f8 svart löpare · h8 svart torn · a7 svart bonde · b7 svart bonde · c7 svart bonde · f7 svart bonde · g7 svart bonde · h7 svart bonde · c6 svart springare · f6 svart springare · d5 vit bonde · e5 svart bonde · g5 vit springare · c4 vit löpare · a2 vit bonde · b2 vit bonde · c2 vit bonde · d2 vit bonde · f2 vit bonde · g2 vit bonde · h2 vit bonde · a1 vit torn · b1 vit springare · c1 vit löpare · d1 vit drottning · e1 vit kung · h1 vit torn | a8 svart torn · c8 svart löpare · d8 svart drottning · e8 svart kung · f8 svart löpare · h8 svart torn · a7 svart bonde · b7 svart bonde · c7 svart bonde · f7 svart bonde · g7 svart bonde · h7 svart bonde · c6 svart springare · f6 svart springare · d5 vit bonde · e5 svart bonde · g5 vit springare · c4 vit löpare · a2 vit bonde · b2 vit bonde · c2 vit bonde · d2 vit bonde · f2 vit bonde · g2 vit bonde · h2 vit bonde · a1 vit torn · b1 vit springare · c1 vit löpare · d1 vit drottning · e1 vit kung · h1 vit torn | a8 svart torn · c8 svart löpare · d8 svart drottning · e8 svart kung · f8 svart löpare · h8 svart torn · a7 svart bonde · b7 svart bonde · c7 svart bonde · f7 svart bonde · g7 svart bonde · h7 svart bonde · c6 svart springare · f6 svart springare · d5 vit bonde · e5 svart bonde · g5 vit springare · c4 vit löpare · a2 vit bonde · b2 vit bonde · c2 vit bonde · d2 vit bonde · f2 vit bonde · g2 vit bonde · h2 vit bonde · a1 vit torn · b1 vit springare · c1 vit löpare · d1 vit drottning · e1 vit kung · h1 vit torn | a8 svart torn · c8 svart löpare · d8 svart drottning · e8 svart kung · f8 svart löpare · h8 svart torn · a7 svart bonde · b7 svart bonde · c7 svart bonde · f7 svart bonde · g7 svart bonde · h7 svart bonde · c6 svart springare · f6 svart springare · d5 vit bonde · e5 svart bonde · g5 vit springare · c4 vit löpare · a2 vit bonde · b2 vit bonde · c2 vit bonde · d2 vit bonde · f2 vit bonde · g2 vit bonde · h2 vit bonde · a1 vit torn · b1 vit springare · c1 vit löpare · d1 vit drottning · e1 vit kung · h1 vit torn | a8 svart torn · c8 svart löpare · d8 svart drottning · e8 svart kung · f8 svart löpare · h8 svart torn · a7 svart bonde · b7 svart bonde · c7 svart bonde · f7 svart bonde · g7 svart bonde · h7 svart bonde · c6 svart springare · f6 svart springare · d5 vit bonde · e5 svart bonde · g5 vit springare · c4 vit löpare · a2 vit bonde · b2 vit bonde · c2 vit bonde · d2 vit bonde · f2 vit bonde · g2 vit bonde · h2 vit bonde · a1 vit torn · b1 vit springare · c1 vit löpare · d1 vit drottning · e1 vit kung · h1 vit torn | a8 svart torn · c8 svart löpare · d8 svart drottning · e8 svart kung · f8 svart löpare · h8 svart torn · a7 svart bonde · b7 svart bonde · c7 svart bonde · f7 svart bonde · g7 svart bonde · h7 svart bonde · c6 svart springare · f6 svart springare · d5 vit bonde · e5 svart bonde · g5 vit springare · c4 vit löpare · a2 vit bonde · b2 vit bonde · c2 vit bonde · d2 vit bonde · f2 vit bonde · g2 vit bonde · h2 vit bonde · a1 vit torn · b1 vit springare · c1 vit löpare · d1 vit drottning · e1 vit kung · h1 vit torn | a8 svart torn · c8 svart löpare · d8 svart drottning · e8 svart kung · f8 svart löpare · h8 svart torn · a7 svart bonde · b7 svart bonde · c7 svart bonde · f7 svart bonde · g7 svart bonde · h7 svart bonde · c6 svart springare · f6 svart springare · d5 vit bonde · e5 svart bonde · g5 vit springare · c4 vit löpare · a2 vit bonde · b2 vit bonde · c2 vit bonde · d2 vit bonde · f2 vit bonde · g2 vit bonde · h2 vit bonde · a1 vit torn · b1 vit springare · c1 vit löpare · d1 vit drottning · e1 vit kung · h1 vit torn | 1 |
|   | a | b | c | d | e | f | g | h |   |

Vit har flera tänkbara svar på 3...Sf6:
- Det vanligaste är numera det försiktiga 4.d3 varefter
  - 4...Lc5 går över i en variant av italienskt parti.
  - 4...Le7 5.0–0 0–0 6.Te1 d6 7.a4 leder till lugnt spel.

- Det klassiska 4.Sg5 kallades av Siegbert Tarrasch för "ett typiskt klåpardrag" i hans bok Das Schachspiel från 1931.[2] Hans poäng var att det är fel att flytta en redan utvecklad pjäs och att initiativet kommer att gå över till svart. Draget är ändå vanligt och det vinner i praktiken en bonde. Det kan följa 4...d5 (4...Lc5 kallas Traxlervarianten men är ovanligt) 5.exd5 och nu har svart två möjligheter (se diagram):
  - Den vanliga är 5...Sa5 6.Lb5+ c6 7.dxc6 bxc6 8.Le2 h6 9.Sf3 e4 10.Se5. Vit har vunnit en bonde men svart har aktivt spel.
  - Förr spelade man 5...Sxd5 med starkt angrepp för vit efter 6.Sxf7 Kxf7 7.Df3+ Ke6 8.Sc3.

- Vit kan också spela på snabb utveckling med 4.d4 exd4 5.0–0 (eller 5.e5 d5 med skarpt spel): 
  - 5...Sxe4 6.Te1 d5 7.Lxd5 Dxd5 8.Sc3 och vit får tillbaka materialet med lika spel.
  - 5…Lc5 6.e5 leder till Max Lange-angreppet.

- 4.Sc3 är ett misstag på grund av skenoffret 4...Sxe4 5.Sxe4 d5 med svart fördel.